# Mafu Kibongé
Mafu Kibongé (ur. 12 lutego 1945) – kongijski piłkarz występujący na pozycji pomocnika. Uczestnik Mistrzostw Świata 1974.

## Kariera klubowa
Podczas MŚ 1974 reprezentował barwy klubu AS Vita Club.

## Kariera reprezentacyjna
Razem z reprezentacją Zairu uczestniczył w Mistrzostwach Świata 1974. Wystąpił tam w dwóch meczach z reprezentacją Szkocji i reprezentacją Brazylii.